# Челищев, Георгий Глебович
Георгий Глебович Челищев  (11 декабря 1875 — ?) — помещик, депутат Государственной думы III созыва от Псковской  губернии.

## Биография
Дворянин Тропецкого уезда Псковской губернии. Выпускник Петровского сельскохозяйственного института. Непременный член губернского присутствия. Губернский и уездный земский гласный. Депутат дворянства. Почётный мировой судья. Владел землёй площадью 700 десятин. На момент выборов в Думу был женат. В 1911-1912 годах Тропецкий уездный предводитель дворянства, имел чин коллежского регистратора. 
10 июня 1911 года избран в Государственную думу III созыва от общего состава выборщиков Псковского губернского избирательного собрания на место отказавшегося Н. Н. Лавриновского. Вошёл в состав Русской национальной фракции. Состоял в продовольственной и земельной комиссиях Думы.
Дальнейшая судьба и дата смерти неизвестны.

## Семья
- Брат ? — Константин Глебович Челищев, отставной штабс-капитан, Тропецкий уездный предводитель дворянства в 1907 году[2].

### Архивы
- Российский государственный исторический архив. Фонд 1278. Опись 9. Дело 858.